# 有机过氧化物

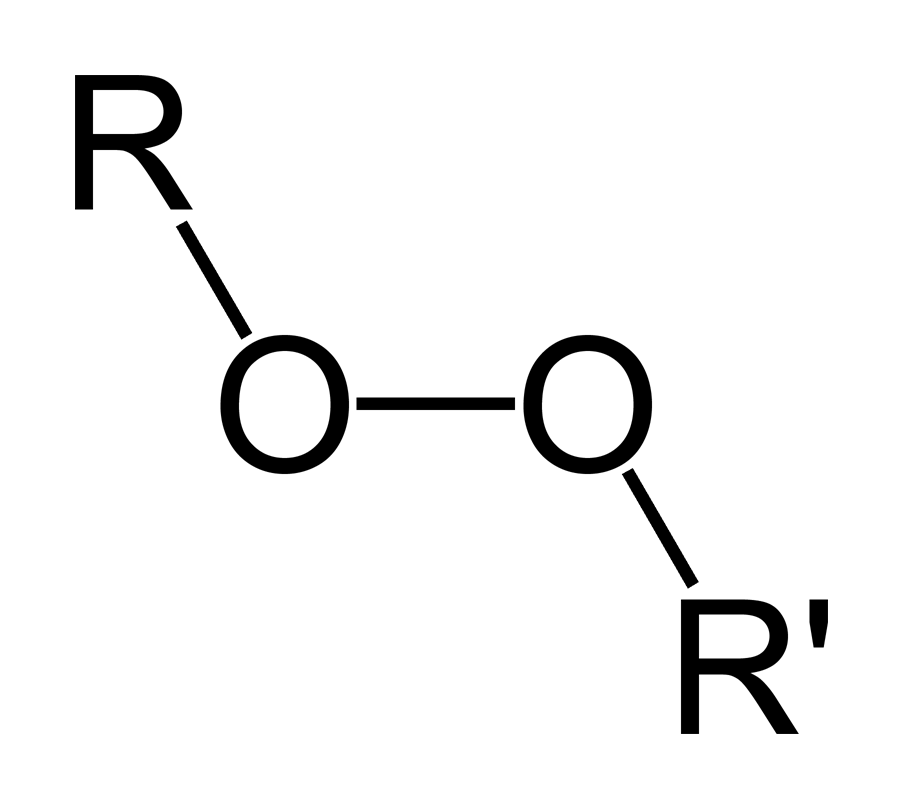
有机过氧化物的通式。

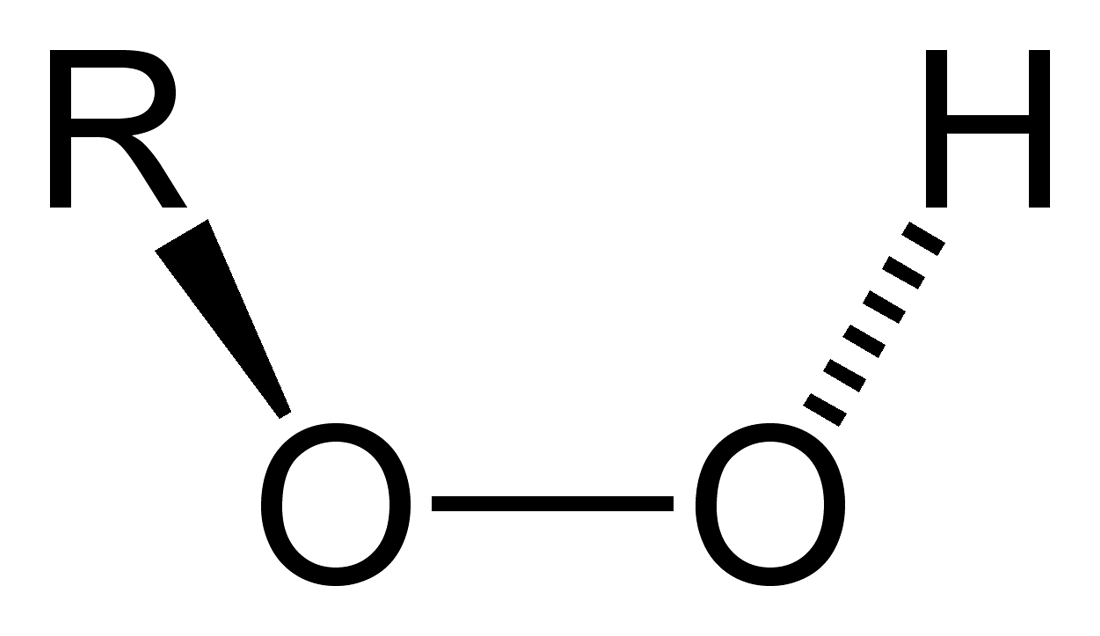
氢过氧化物的通式。

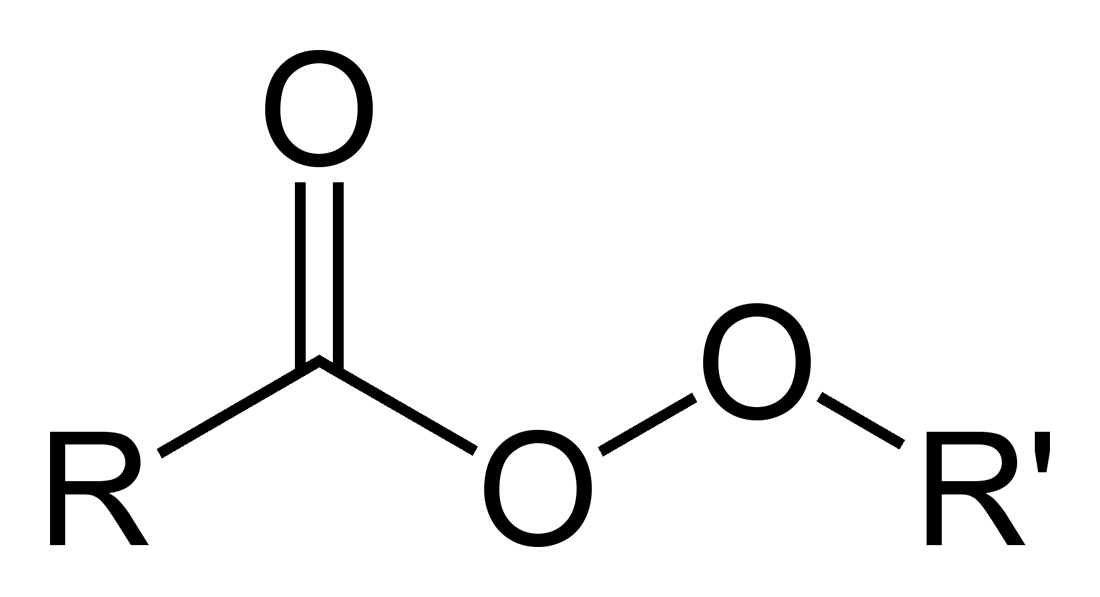
过酸酯的通式。

有机过氧化物是含有过氧链（-O-O-）的一类有机化合物，通式为R-O-O-R'。R与R'都为氢时得到过氧化氢（H2O2），有一个为氢时得到氢过氧化物（H-O-O-R）。过酸、过酸酯与过氧化醚分别是羧酸、羧酸酯与醚的衍生物，也属于有机过氧化物的范畴。

## 综述
很多有机化合物（尤其是醚类）在储存时都会发生自动氧化，生成有机过氧化物。常见的有机过氧化物包括：乙醚过氧化物、四氢呋喃过氧化物、乙二醇二甲醚过氧化物、过氧化苯甲酰、过氧化甲乙酮、三过氧化三丙酮、过氧乙酰硝酸酯、双环氧乙烷类、过氧乙酸，以及异丙苯法中涉及的氢过氧化异丙苯等等。这些分子中的-O-O-过氧链一般不稳定，有很强的氧化能力，容易发生断裂生成两个自由基RO·，蒸汽与空气会形成爆炸性的混合物。因此，很多有机过氧化物都可以用作聚合反应的催化剂、自由基引发剂、树脂固化剂、漂白剂、药剂，以及炸药。
过氧化物对重金属、光、热及胺类都是敏感的，分解反应为爆炸性的自催化反应，因此使用时需根据实际情况，选择适宜的储存环境。

## 过氧化醚
与空气接触的醚类经过一段时间或在光照条件下，便会自动生成不易挥发但爆炸性极强的过氧化醚类。氧化反应是通过自由基机理进行的。因此，在使用存放时间较长的醚之前，应当先检验是否有过氧化醚存在，如果含有过氧化醚，加入等体积2%的碘化钾乙酸溶液，便会产生碘，使淀粉指示剂变为蓝紫色。而为了除去过氧化物，可加入硫酸钛(III)与50%硫酸配制的溶液或新配制的硫酸亚铁溶液，约加入体积的五分之一，并剧烈振荡。氢化铝锂也会破坏过氧化物。
为了防止氧化，市售无水乙醚含有0.05μg/g二乙基二硫代氨基甲酸钠作抗氧剂。

## 合成与反应
有机过氧化物有多种合成方法，包括：
- 过氧化氢与羧酸反应，过氧链转移，生成过酸；
- 格氏试剂氧化水解，生成过酸；
- 二烯烃发生光化学氧化，生成过氧化物；
- 烯烃发生羟汞化的产物与另一个氢过氧化物反应，生成过氧化物；
- 卤代烃与过氧化氢反应，生成过酸。

除爆炸性分解外，有机过氧化物可发生的反应有：
- 被氢化铝锂或亚磷酸酯还原为两个醇；
- 碱催化下过氧键断裂，发生科恩布卢姆-德拉马里重排反应（Kornblum-DeLaMare）生成一个酮和一个醇。